# Вілла Марії Левальської в Кракові
Вілла Марії Левальської — будівля, розташована в Кракові на вул. Крупничій, 42.
Побудована у 1923—1924 роках в історичному стилі. Проектував Людвік Войтичка, але Ісидор Гольдберг вніс корективи в дизайн фасаду будинку.
Вілла побудована з цегли, прямокутного плану, покрита мансардним дахом .
Тут знаходиться Генеральне консульство Австрії . У 2013—2020 роках будівлю було реконструйовано .